# Le Breuil-en-Auge
Le Breuil-en-Auge település Franciaországban, Calvados megyében. Lakosainak száma 959 fő (2022. január 1.). Le Breuil-en-Auge Coquainvilliers, Fierville-les-Parcs, Norolles, Pierrefitte-en-Auge, Saint-Hymer, Saint-Philbert-des-Champs és Le Torquesne községekkel határos.

## Népesség
A település népességének változása:
| Lakosok száma | 599  | 751  | 779  | 939  | 1014 | 1023 | 1028 | 1012 | 994  | 959  |
|               | 1968 | 1982 | 1990 | 2006 | 2013 | 2015 | 2017 | 2019 | 2020 | 2022 |